# Decapado (metal)

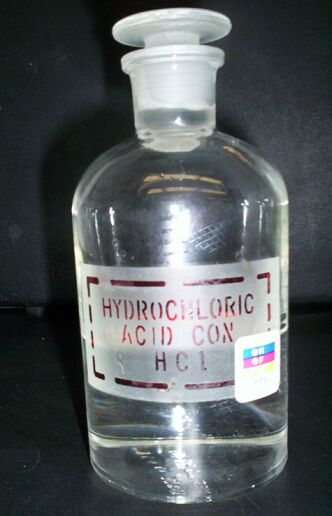
Ácido Hidroclórico.

El decapado es un tratamiento superficial de metales que se utiliza para eliminar impurezas, tales como manchas, contaminantes inorgánicos, herrumbre o escoria, de aleaciones de metales ferrosos, cobre, y aluminio. Se utiliza una solución denominada licor de pasivado, que contiene ácidos fuertes, para eliminar impurezas superficiales.  Por lo general es utilizado para quitar escorias, limpiar aceros en varios procesos de fabricación de componentes mecánicos, antes de realizar otras operaciones tales como extrusión, soldadura, pintura, plateado.